# Electrónica

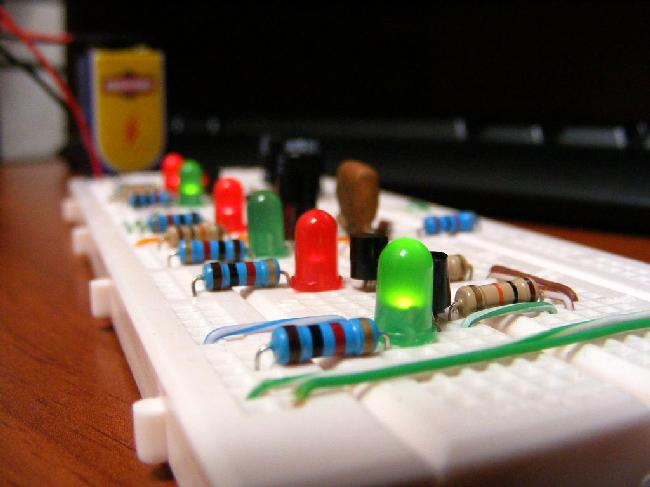
Circuito electrónico sobre una placa para prototipos o protoboard.

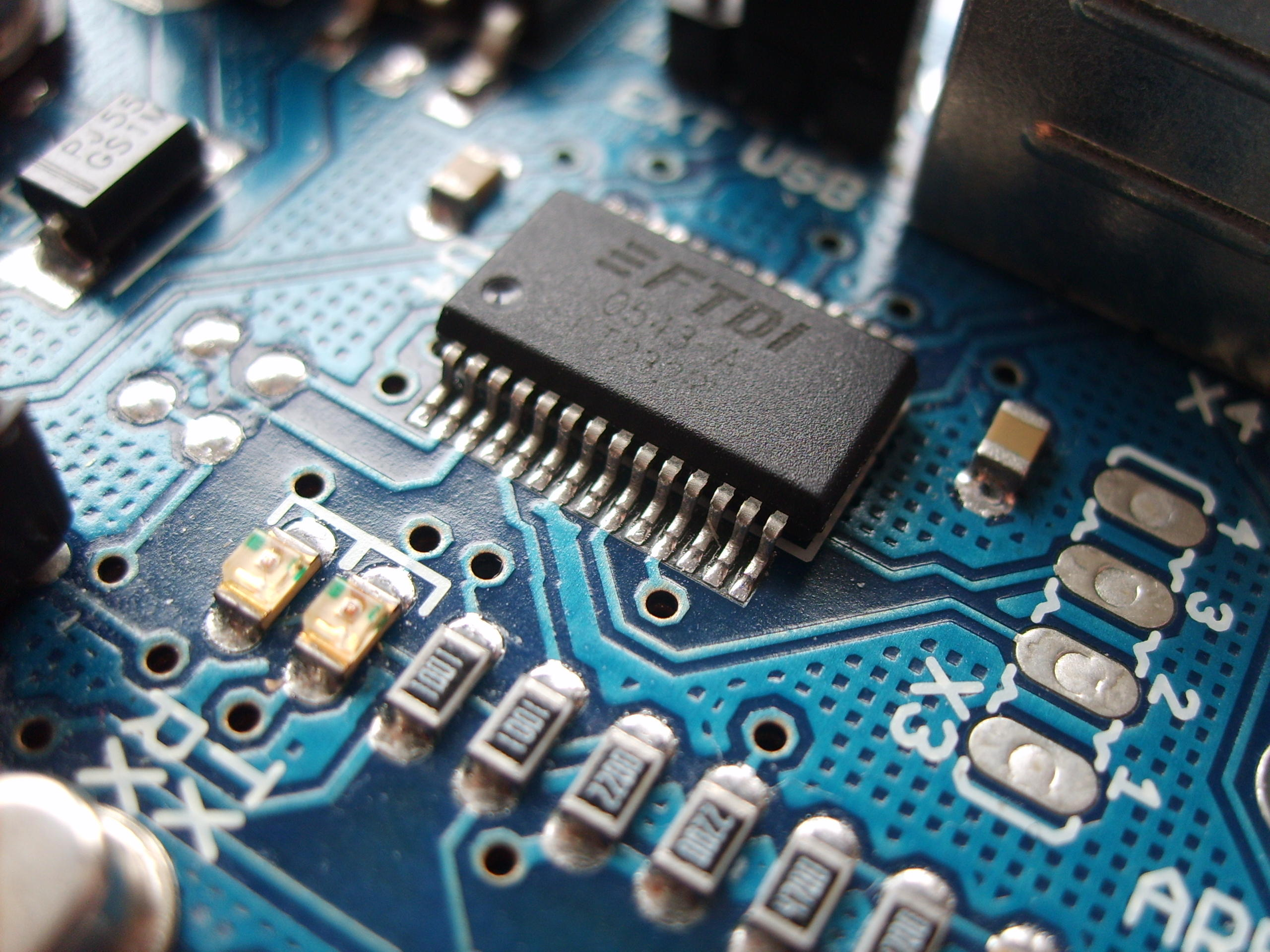
Detalle de un circuito integrado SMD.

La electrónica es una rama de la física aplicada que comprende la física, la ingeniería, la tecnología y las aplicaciones que tratan con la emisión, el flujo y el control de los electrones u otras partículas cargadas eléctricamente— en el vacío y la materia. La identificación del electrón en 1897, junto con la invención del tubo de vacío, que podía amplificar y rectificar pequeñas señales eléctricas, inauguraron el campo de la electrónica y la edad del electrón.
La electrónica trata con circuitos eléctricos que involucran componentes eléctricos activos como tubos de vacío, transistores, diodos, circuitos integrados, optoelectrónica y sensores, asociados con componentes eléctricos pasivos y tecnologías de interconexión. Generalmente los dispositivos electrónicos contienen circuitos que consisten principalmente, o exclusivamente, en semiconductores activos complementados con elementos pasivos; tal circuito se describe como un circuito electrónico.
El comportamiento no lineal de los componentes activos y su capacidad para controlar los flujos de electrones hace posible la amplificación de señales débiles. La electrónica es ampliamente utilizada en el procesamiento de datos, en las telecomunicaciones y en el procesamiento de señales. La capacidad de los dispositivos electrónicos para actuar como interruptores hace posible el procesamiento digital de la información. Las tecnologías de interconexión, como los circuitos impresos, la tecnología de empaquetado electrónico y otras formas variadas de infraestructuras de comunicación, completan la funcionalidad del circuito y transforman los componentes electrónicos mixtos en un sistema de trabajo regular, llamado sistema electrónico; son ejemplos las computadoras o los sistemas de control. Un sistema electrónico puede ser un dispositivo independiente o un componente de otro sistema diseñado.
La ciencia y tecnología eléctricas y electromecánicas se ocupan de la generación, distribución, conmutación, almacenamiento y conversión de la energía eléctrica hacia y desde otras formas de energía (usando cables, motores, generadores, baterías, interruptores, relés, transformadores, resistencias y otros componentes pasivos) . Esta distinción comenzó alrededor de 1906 con la invención del triodo, inventado por Lee De Forest, que hizo posible la amplificación eléctrica de señales de radio y señales de audio débiles con un dispositivo no mecánico. Hasta 1950, este campo se denominaba «tecnología de radio» porque su aplicación principal era el diseño y la teoría de transmisores de radio, receptores y tubos de vacío.
Actualmente, la mayoría de los dispositivos electrónicos usan componentes semiconductores para realizar el control de los electrones. El estudio de los dispositivos semiconductores y la tecnología relacionada se considera una rama de la física del estado sólido, mientras que el diseño y la construcción de los circuitos electrónicos para resolver problemas prácticos concierne a la ingeniería electrónica.

## Las ramas de la electrónica
La electrónica tiene las siguientes ramas:
- Electrónica digital
- Electrónica analógica
- Microelectrónica
- Diseño de circuitos
- Circuitos integrados
- Electrónica de potencia
- Optoelectrónica
- Dispositivos semiconductores
- Sistemas embebidos
- Electrónica de audio
- Telecomunicaciones
- Nanoelectrónica
- Bioelectrónica

## Historia

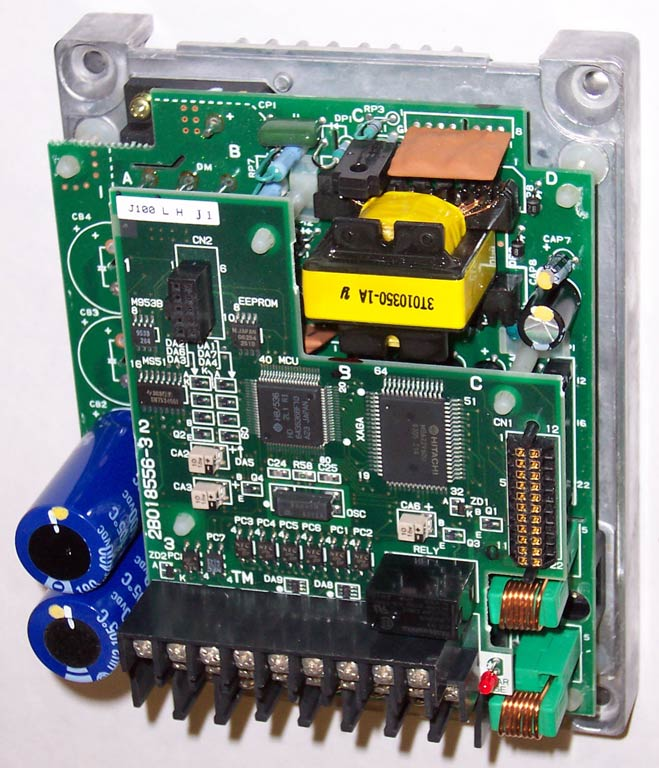
Tarjeta de circuito impreso

Thomas Edison fue el primero que observó en 1883 la emisión termoiónica o efecto Edison, al colocar una lámina dentro de una bombilla para evitar el ennegrecimiento que producía en la ampolla de vidrio el filamento de carbón. Cuando se polarizaba positivamente la lámina metálica respecto al filamento, se producía una pequeña corriente entre el filamento y la lámina. Este hecho se producía porque los electrones de los átomos del filamento, al recibir una gran cantidad de energía en forma de calor, escapaban de la atracción del núcleo (emisión termoiónica) y, atravesando el espacio vacío dentro de la bombilla, eran atraídos por la polaridad positiva de la lámina.
El ingeniero británico sir John Ambrose Fleming (1849-1945) aplicó el efecto Edison a un tubo para detectar las ondas hertzianas e inventó así el diodo, primer tubo electrónico en el que se había hecho el vacío y en cuyo interior existía un ánodo (electrodo positivo) y un cátodo (electrodo negativo). Al alcanzar el estado de incandescencia, el cátodo emitía electrones con carga negativa que eran atraídos por el ánodo; es decir, el diodo actuaba como una válvula que solo dejaba pasar la corriente en un sentido.
El otro gran paso lo dio Lee De Forest cuando inventó el triodo en 1906. Este dispositivo es básicamente como el diodo de vacío, pero se le añadió una rejilla de control situada entre el cátodo y la placa, con el objeto de modificar la nube electrónica del cátodo, variando así la corriente de placa. Este fue un paso muy importante para la fabricación de los primeros amplificadores de sonido, receptores de radio, televisores, etc.
Lee De Forest es considerado el "padre de la electrónica", ya que antes del triodo, solo se podía convertir la corriente alterna en corriente directa o continua, o sea, solo se construían las fuentes de alimentación, pero con la creación del triodo de vacío, vino la amplificación de todo tipo de señales, sobre todo la de audio, la radio, la TV y todo lo demás, esto hizo que la industria de estos equipos tuvieran un repunte tan grande que ya para las décadas superiores a 1930 se acuñara la palabra por primera vez de "electrónica" para referirse a la tecnología de estos equipos emergentes.
Conforme pasaba el tiempo, las válvulas de vacío se fueron perfeccionando y mejorando, apareciendo otros tipos, como los tetrodos (válvulas de cuatro electrodos), los pentodos (cinco electrodos), otras válvulas para aplicaciones de alta potencia, etc. Dentro de los perfeccionamientos de las válvulas se encontraba su miniaturización.
Pero fue definitivamente con el transistor, aparecido de la mano de John Bardeen y Walter Brattain, de Bell Labs, en 1948, cuando se permitió aún una mayor miniaturización de aparatos tales como las radios. El transistor de unión apareció algo más tarde, en 1949. Este es el dispositivo utilizado actualmente para la mayoría de las aplicaciones de la electrónica. Sus ventajas respecto a las válvulas son entre otras: menor tamaño y fragilidad, mayor rendimiento energético, menores voltajes de alimentación, etc. El transistor no funciona en vacío como las válvulas, sino en un estado sólido semiconductor (silicio), razón por la que no necesita centenares de voltios para funcionar. A pesar de la expansión de los semiconductores, todavía se siguen utilizando las válvulas en pequeños círculos audiófilos, porque constituyen uno de sus mitos más extendidos.
El transistor tiene tres terminales (el emisor, la base y el colector) y se asemeja a un triodo: la base sería la rejilla de control, el emisor el cátodo, y el colector la placa. Polarizando adecuadamente estos tres terminales se consigue controlar una gran corriente de colector a partir de una pequeña corriente de base.
En 1958, Jack S. Kilby diseño el primer circuito integrado, que alojaba seis transistores en un único chip. En 1970 Federico Faggin, Ted Hoff y Masatoshi Shima diseñaron el primer microprocesador, Intel 4004. En la actualidad, los campos de desarrollo de la electrónica son tan vastos que se ha dividido en varias disciplinas especializadas. La mayor división es la que distingue la electrónica analógica de la electrónica digital.
La electrónica es, por tanto, una de las ramas de la ingeniería con mayor proyección en el futuro, junto con la informática.

## Aplicaciones de la electrónica
La electrónica desarrolla en la actualidad una gran variedad de tareas. Los principales usos de los circuitos electrónicos son el control, el procesamiento, la distribución de información, la conversión y la distribución de la energía eléctrica. Estos usos implican la creación o la detección de campos electromagnéticos y corrientes eléctricas.
Entonces se puede decir que la electrónica abarca en general las siguientes áreas de aplicación:
- Electrónica de control
- Telecomunicaciones
- Electrónica de potencia

## Sistemas electrónicos
Un sistema electrónico es un conjunto de circuitos que interactúan entre sí para obtener un resultado.
Una forma de entender los sistemas electrónicos consiste en dividirlos en las siguientes partes:
1. Entradas o Inputs – Sensores (o transductores) electrónicos o mecánicos que toman las señales (en forma de temperatura, presión, etc.) del mundo físico y las convierten en señales de corriente o voltaje. Ejemplo: El termopar, la fotoresistencia para medir la intensidad de la luz, etc.
2. Circuitos de procesamiento de señales – Consisten en artefactos electrónicos conectados juntos para manipular, interpretar y transformar las señales de voltaje y corriente provenientes de los transductores.
3. Salidas u Outputs – Actuadores u otros dispositivos (también transductores) que convierten las señales de corriente o voltaje en señales físicamente útiles. Por ejemplo: un display que nos registre la temperatura, un foco o sistema de luces que se encienda automáticamente cuando esté oscureciendo.

Básicamente son tres etapas: La primera (transductor), la segunda (circuito procesador) y la tercera (circuito actuador).
Como ejemplo supongamos un televisor. Su entrada es una señal de difusión recibida por una antena o por un cable. Los circuitos de procesado de señales del interior del televisor extraen la información sobre el brillo, el color y el sonido de esta señal. Los dispositivos de salida son un tubo de rayos catódicos o monitor LCD que convierte las señales electrónicas en imágenes visibles en una pantalla y unos altavoces.
Otro ejemplo puede ser el de un circuito que ponga de manifiesto la temperatura de un proceso, el transductor puede ser un termopar, el circuito de procesamiento se encarga de convertir la señal de entrada en un nivel de voltaje (comparador de voltaje o de ventana) en un nivel apropiado y mandar la información decodificándola a un display donde nos dé la temperatura real y si esta excede un límite preprogramado activar un sistema de alarma (circuito actuador) para tomar las medida pertinentes.

## Señales eléctricas
Es la representación de un fenómeno físico o estado material a través de una relación establecida; las entradas y salidas de un sistema electrónico serán señales variables entre sí.
En electrónica se trabaja con variables que toman la forma de tensión o corriente estas se pueden denominar señales. Las señales primordialmente pueden ser de dos tipos:
- Variable analógica–Son aquellas que pueden tomar un número infinito de valores comprendidos entre dos límites. La mayoría de los fenómenos de la vida real dan señales de este tipo (presión, temperatura, etc.).
- Variable digital– También llamadas variables discretas, entendiéndose por estas, las variables que pueden tomar un número finito de valores. Por ser de fácil realización los componentes físicos con dos estados diferenciados, es este el número de valores utilizado para dichas variables, que por lo tanto son binarias. Siendo estas variables más fáciles de tratar (en lógica serían los valores V y F) son los que generalmente se utilizan para relacionar varias variables entre sí y con sus estados anteriores.

## Voltaje
Es la diferencia de potencial generada entre los extremos de un componente o dispositivo eléctrico. También podemos decir que es la energía capaz de poner en movimiento los electrones libres de un conductor o semiconductor. La unidad de este parámetro es el voltio (V). Existen dos tipos de tensión: la continua y la alterna.
- Voltaje continuo (VDC)–Es aquel que tiene una polaridad definida, como la que proporcionan las pilas, baterías y fuentes de alimentación.
- Voltaje alterno (VAC)–Es aquel cuya polaridad va cambiando o alternando con el transcurso del tiempo. Las fuentes de voltaje alterno más comunes son los generadores y las redes de energía doméstica.

## Corriente eléctrica
Es el flujo de electrones libres a través de un conductor o semiconductor en un sentido. La unidad de medida de este parámetro es el amperio (A). Al igual que existen voltajes continuas o alternas, las corrientes también pueden ser continuas o alternas, dependiendo del tipo de voltaje que se utiliza para generar estos flujos de corriente.

## Resistencia
Es la propiedad física mediante la cual los materiales tienden a oponerse al flujo de la corriente. La unidad de este parámetro es el ohmio (Ω). La propiedad inversa es la conductancia eléctrica.

## Circuitos electrónicos
Se denomina circuito electrónico a una serie de elementos o componentes eléctricos (tales como resistencias, inductancias, condensadores y fuentes) o electrónicos, conectados eléctricamente entre sí con el propósito de generar, transportar o modificar señales electrónicas.
Los circuitos electrónicos o eléctricos se pueden clasificar de varias maneras:
| Por el tipo de información  | Por el tipo de régimen           | Por el tipo de señal                              | Por su configuración  |
| --------------------------- | -------------------------------- | ------------------------------------------------- | --------------------- |
| Analógicos Digitales Mixtos | Periódico Transitorio Permanente | De corriente continua De corriente alterna Mixtos | Serie Paralelo Mixtos |

### Circuitos analógicos

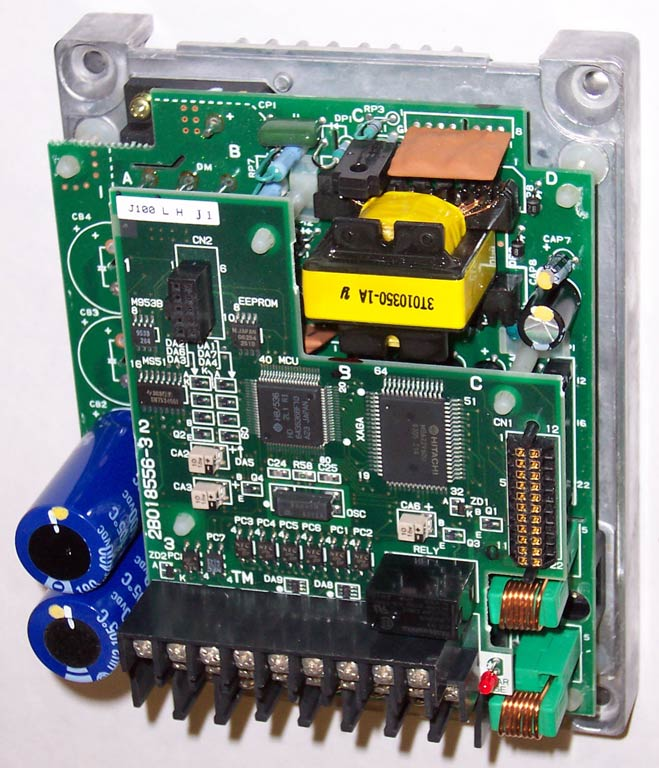
Hitachi J100 adjustable frequency drive chassis

La mayoría de los aparatos electrónicos de analógica, como los receptores de radio, se construyen a partir de combinaciones de unos pocos tipos de circuitos básicos. Los circuitos analógicos utilizan un rango continuo de voltaje o corriente en lugar de niveles discretos como en los circuitos digitales.
El número de circuitos analógicos diferentes que se han ideado hasta ahora es enorme, sobre todo porque un "circuito" puede definirse como cualquier cosa, desde un solo componente hasta sistemas que contienen miles de componentes.
Los circuitos analógicos se denominan a veces circuitos lineales aunque se utilizan muchos efectos no lineales en los circuitos analógicos, como mezcladores, moduladores, etc. Algunos buenos ejemplos de circuitos analógicos son los amplificadores de tubos de vacío y transistores, los amplificadores operacionales y los osciladores.
Rara vez se encuentran circuitos modernos que sean totalmente analógicos. Hoy en día, los circuitos analógicos pueden utilizar técnicas digitales o incluso de microprocesador para mejorar su rendimiento. Este tipo de circuito suele denominarse "de señal mixta" en lugar de analógico o digital.
A veces puede resultar difícil diferenciar los circuitos analógicos de los digitales, ya que tienen elementos de funcionamiento tanto lineal como no lineal. Un ejemplo es el comparador, que recibe un rango continuo de tensión pero solo emite uno de los dos niveles de un circuito digital. Del mismo modo, un amplificador de transistor sobrecargado puede adoptar las características de un interruptor controlado que tiene esencialmente dos niveles de salida. De hecho, muchos circuitos digitales se implementan como variaciones de circuitos analógicos similares a este ejemplo... después de todo, todos los aspectos del mundo físico real son esencialmente analógicos, por lo que los efectos digitales solo se realizan restringiendo el comportamiento analógico.

### Circuitos digitales
Los circuitos digitales son circuitos eléctricos basados en un número de niveles de tensión discretos. Los circuitos digitales son la representación física más común del álgebra booleana, y son la base de todos los ordenadores digitales. Para la mayoría de los ingenieros, los términos "circuito digital", "sistema digital" y "lógica" son intercambiables en el contexto de los circuitos digitales.
La mayoría de los circuitos digitales utilizan un sistema binario con dos niveles de tensión denominados "0" y "1". A menudo, el "0" lógico es un voltaje más bajo y se denomina "Bajo", mientras que el "1" lógico se denomina "Alto". Sin embargo, algunos sistemas utilizan la definición inversa ("0" es "Alto") o se basan en la corriente. A menudo, el diseñador de la lógica puede invertir estas definiciones de un circuito a otro, según le convenga para facilitar su diseño. La definición de los niveles como "0" o "1" es arbitraria.
La lógica ternaria (con tres estados) (con tres estados) se ha estudiado la lógica, y se han hecho algunos prototipos de ordenadores.
Los ordenadores, los relojes electrónicos y los controladores lógicos programables, utilizados para controlar los procesos industriales, están construidos con circuitos digitales. Los Procesadores de señales digitales son otro ejemplo.

## Disipación de calor y gestión térmica
El calor generado por los circuitos electrónicos debe disiparse para evitar fallos inmediatos y mejorar la fiabilidad a largo plazo. La disipación del calor se consigue principalmente por conducción/convección pasiva. Los medios para lograr una mayor disipación incluyen disipador de calor y ventiladores para la refrigeración por aire, y otras formas de refrigeración de ordenadores como la refrigeración líquida. Estas técnicas utilizan la convección, la conducción y la radiación de la energía térmica.

## Ruido
El ruido electrónico se define como «las perturbaciones no deseadas superpuestas a una señal útil que tienden a oscurecer su contenido informativo». El ruido no es lo mismo que la distorsión de la señal causada por un circuito. El ruido está asociado a todos los circuitos electrónicos. El ruido puede ser generado electromagnéticamente o térmicamente, lo que puede disminuirse bajando la temperatura de funcionamiento del circuito. Otros tipos de ruido, como el ruido de disparo no pueden eliminarse, ya que se deben a limitaciones en las propiedades físicas.

## Teoría de la electrónica
Los métodos matemáticos son parte integral del estudio de la electrónica. Para llegar a dominar la electrónica es necesario también dominar las matemáticas del análisis de circuitos.
El análisis de circuitos es el estudio de los métodos de resolución de sistemas generalmente lineales para variables desconocidas, como el voltaje en un determinado nodo o la corriente a través de un determinado camino de un red. Una herramienta analítica habitual para ello es el simulador de circuitos SPICE.
También es importante para la electrónica el estudio y la comprensión de la teoría del campo electromagnético.

## Laboratorio de electrónica
Debido a la compleja naturaleza de la teoría de la electrónica, la experimentación en el laboratorio es una parte importante del desarrollo de dispositivos electrónicos. Estos experimentos se utilizan para probar o verificar el diseño del ingeniero y detectar errores. Históricamente, los laboratorios de electrónica han consistido en dispositivos y equipos electrónicos ubicados en un espacio físico, aunque en años más recientes la tendencia ha sido hacia el software de simulación de laboratorios de electrónica, como CircuitLogix, Multisim y PSpice.

## Diseño asistido por ordenador (CAD)

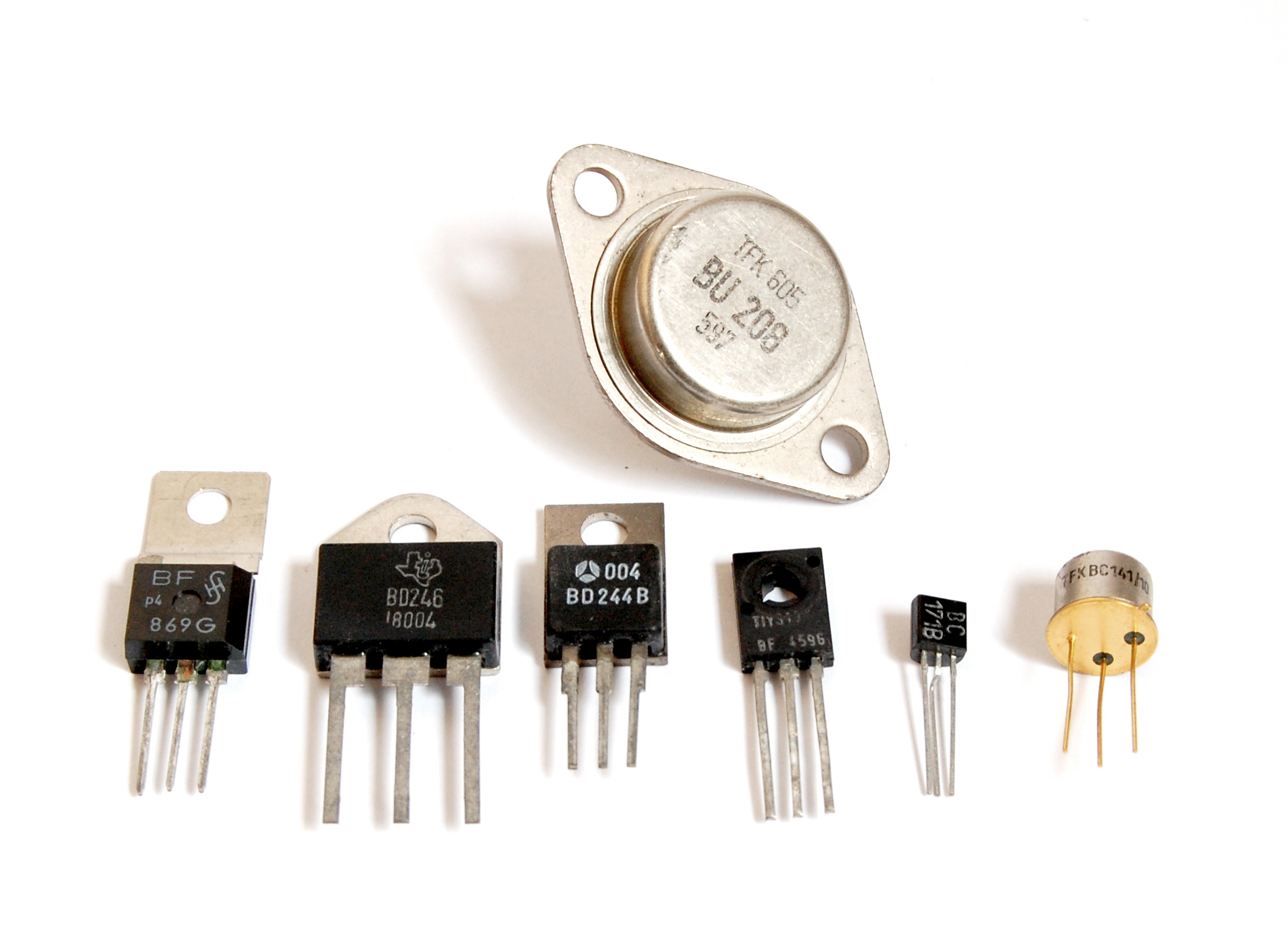
Transistores en diferentes encapsulados

Los ingenieros electrónicos actuales tienen la capacidad de diseñar circuitos utilizando bloques de construcción prefabricados como fuentes de alimentación, semiconductores (es decir, dispositivos semiconductores, como transistores) y circuitos integrados. Los programas de software de automatización del diseño electrónico incluyen programas de captura de esquemas y programas de diseño de circuitos impresos. Los nombres más populares en el mundo del software EDA son NI Multisim, Cadence (ORCAD), EAGLE PCB y Schematic, Mentor (PADS PCB y LOGIC Schematic), Altium (Protel), LabCentre Electronics (Proteus), gEDA, KiCad y muchos otros.

## Métodos de embalaje
A lo largo de los años se han utilizado muchos métodos diferentes para conectar los componentes. Por ejemplo, la electrónica primitiva utilizaba a menudo cableado punto a punto con componentes fijados a tableros de madera para construir circuitos. Otros métodos utilizados eran el Cordwood construction y el wire wrap. En la actualidad, la mayoría de los aparatos electrónicos utilizan placas de circuito impreso fabricadas con materiales como FR4, o el más barato (y menos resistente) papel aglomerado con resina sintética (SRBP, también conocido como Paxoline/Paxolin (marcas comerciales) y FR2), caracterizado por su color marrón. La preocupación por la salud y el medio ambiente en relación con el ensamblaje de productos electrónicos ha aumentado en los últimos años, especialmente en el caso de los productos destinados a la Unión Europea.

## Diseño de sistemas electrónicos
El diseño de sistemas electrónicos se ocupa de las cuestiones de diseño multidisciplinar de dispositivos y sistemas electrónicos complejos, como los teléfonos móviles y los ordenadores. El tema abarca un amplio espectro, desde el diseño y el desarrollo de un sistema electrónico hasta el aseguramiento de su correcto funcionamiento, vida útil y reciclaje. El diseño de sistemas electrónicos es, por tanto, el proceso de definición y desarrollo de dispositivos electrónicos complejos para satisfacer los requisitos especificados del usuario.

## Componentes
Para la síntesis de circuitos electrónicos se utilizan componentes electrónicos e instrumentos electrónicos. A continuación se presenta una lista de los componentes e instrumentos más importantes en la electrónica, seguidos de su uso más común:
- Altavoz: reproducción de sonido.
- Cable: conducción de la electricidad.
- Conmutador: reencaminar una entrada a una salida elegida entre dos o más.
- Interruptor: apertura o cierre de circuitos, manualmente.
- Pila o batería: acumulador de energía eléctrica.
- Transductor: transformación de una magnitud física en una eléctrica.
- Visualizador: muestra de datos o imágenes.

### reloj digital de 12 voltios
- Amplificador operacional: amplificación, regulación, conversión de señal, conmutación.
- Capacitor: almacenamiento de energía, filtrado, adaptación impedancias.
- Diodo: rectificación de señales, regulación, multiplicador de tensión.
- Diodo Zener: regulación de tensiones.
- Inductor: adaptación de impedancias.
- Potenciómetro: variación de la corriente eléctrica o la tensión.
- Relé: apertura o cierre de circuitos mediante señales de control.
- Resistor: división de intensidad o tensión, limitación de intensidad.
- Transistor: amplificación, conmutación.

### Dispositivos digitales
- Biestable: control de sistemas secuenciales.
- Memoria: almacenamiento digital de datos.
- Microcontrolador: control de sistemas digitales.
- Compuerta lógica: control de sistemas combinacionales.

### Dispositivos de potencia
- DIAC: control de potencia.
- Fusible: protección contra sobre-corrientes.
- Tiristor: interruptor semiconductor para el control de potencia.
- Transformador: elevar o disminuir voltajes, corrientes, e impedancia aparente.
- Rectificador controlado de silicio (SCR).
- Triac: control de potencia.
- Varistor: protección contra sobre-voltajes.

## Equipos de medición
Los equipos de medición de electrónica se utilizan para crear estímulos y medir el comportamiento de los dispositivos bajo prueba (DUT por sus siglas en inglés). La medición de magnitudes mecánicas, térmicas, eléctricas y químicas se realiza empleando dispositivos denominados sensores y transductores. El sensor es sensible a los cambios de la magnitud a medir, como una temperatura, una posición o una concentración química. El transductor convierte estas mediciones en señales eléctricas, que pueden alimentar a instrumentos de lectura, registro o control de las magnitudes medidas. Los sensores y transductores pueden funcionar en ubicaciones alejadas del observador, así como en entornos inadecuados o impracticables para los seres humanos.
Algunos dispositivos actúan de forma simultánea como sensor y transductor. Un termopar consta de dos uniones de diferentes metales que generan una pequeña tensión que depende del diferencial término entre las uniones. El termistor es una resistencia especial, cuyo valor de resistencia varía según la temperatura. Un reóstato variable puede convertir el movimiento mecánico en señal eléctrica. Para medir distancias se emplean condensadores de diseño especial, y para detectar la luz se utilizan fotocélulas. Para medir velocidades, aceleración o flujos de líquidos se recurre a otro tipo de dispositivos. En la mayoría de los casos, la señal eléctrica es débil y debe ser amplificada por un circuito electrónico. A continuación se presenta una lista de los equipos de medición más importantes:
- Galvanómetro: mide el cambio de una determinada magnitud, como la intensidad de corriente o tensión (o voltaje). Se utiliza en la construcción de Amperímetros y Voltímetros analógicos.
- Amperímetro y pinza amperimétrica: miden la intensidad de corriente eléctrica.
- Óhmetro o puente de Wheatstone: miden la resistencia eléctrica. Cuando la resistencia eléctrica es muy alta (sobre los 1 MΩ) se utiliza un megóhmetro o medidor de aislamiento.
- Voltímetro: mide la tensión.
- Multímetro o polímetro: mide las tres magnitudes citadas arriba, además de continuidad eléctrica y el valor B de los transistores (tanto PNP como NPN).
- Vatímetro: mide la potencia eléctrica. Está compuesto de un amperímetro y un voltímetro. Dependiendo de la configuración de conexión puede entregar distintas mediciones de potencia eléctrica, como la potencia activa o la potencia reactiva.
- Osciloscopio: miden el cambio de la corriente y el voltaje respecto al tiempo.
- Analizador lógico: prueba circuitos digitales.
- Analizador de espectro: mide la energía espectral de las señales.
- Analizador vectorial de señales: como el analizador espectral pero con más funciones de demodulación digital.
- Electrómetro: mide la carga eléctrica.
- Frecuencímetro o contador de frecuencia: mide la frecuencia.
- Reflectómetro de dominio de tiempo (TDR): prueba la integridad de cables largos.
- Capacímetro: mide la capacidad eléctrica o capacitancia.
- Contador eléctrico: mide la energía eléctrica. Al igual que el vatímetro, puede configurarse para medir energía activa (consumida) o energía reactiva.

## Teoría de la electrónica
- Circuitos digitales
- Electrónica analógica